# نخل جزیره ایستر

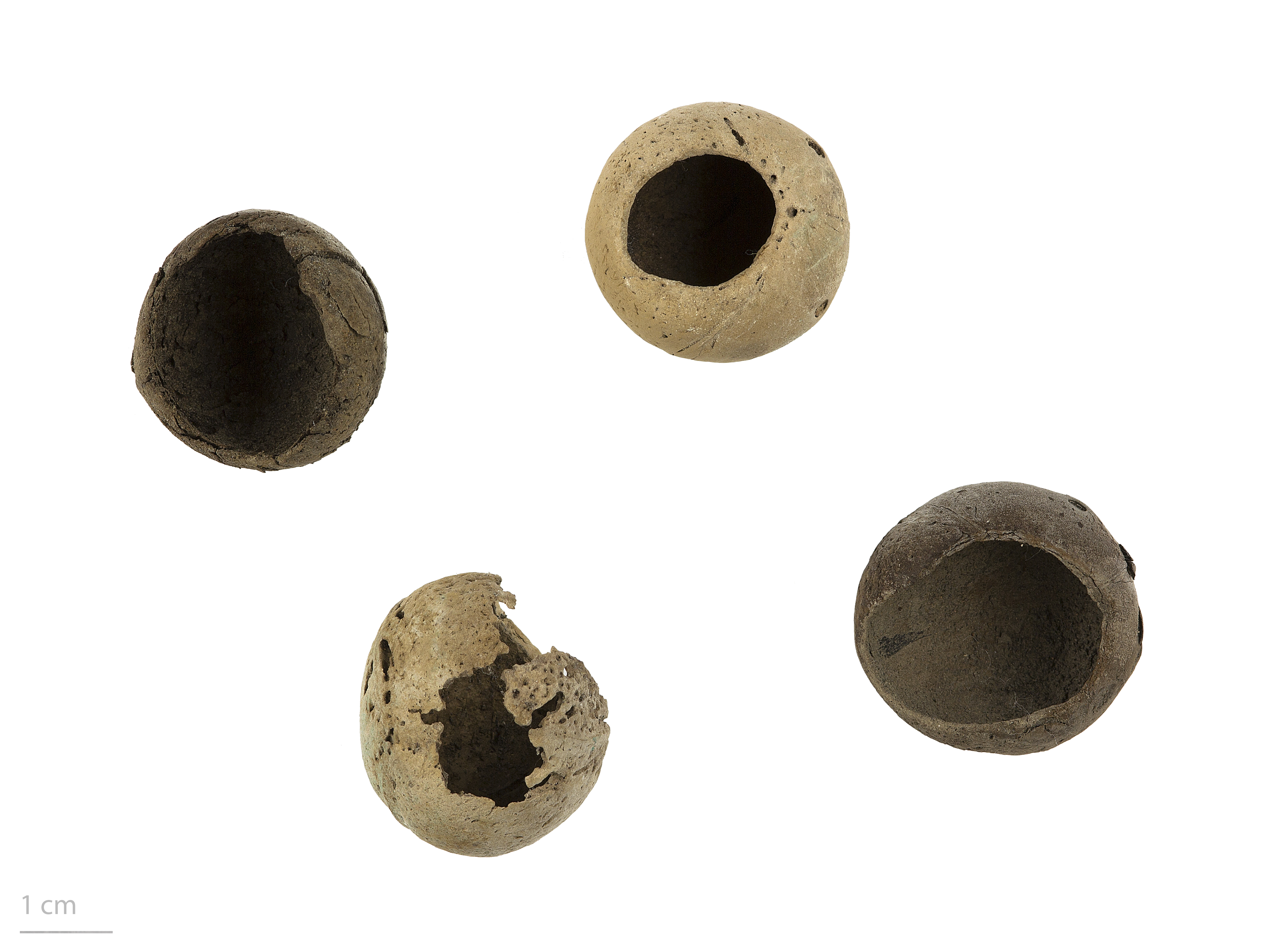
Paschalococos disperta

نخل جزیره ایستر (نام علمی: Paschalococos disperta) نام یک گونه منقرض‌شده از تیره نخل است.